# تاكويا ايواتا
تاكويا ايواتا (22 أبريل 1983 بآيتشي في اليابان - ) (باليابانية: 岩田卓也) هو لاعب كرة قدم ياباني في مركز الدفاع. لعب مع إف سي غيفو ونادي أوكلاند سيتي وسنترال يونايتد وCairns FC ‏.

## وصلات خارجية
- تاكويا ايواتا على موقع الاتحاد الدولي (مؤرشف)  (الإنجليزية)
- تاكويا ايواتا على موقع قاعدة بيانات كرة القدم.إي يو (الإنجليزية)
- تاكويا ايواتا على موقع Soccerbase.com (لاعب) (الإنجليزية)
- تاكويا ايواتا على موقع Soccerway.com (الإنجليزية)
- تاكويا ايواتا على موقع AS.com (الإسبانية)